# Giusva Branca
Giuseppe Valerio Branca, connu sous le nom de plume de Giusva, né le 10 janvier 1967 à Melito di Porto Salvo, (RC), est un journaliste, blogueur et directeur sportif italien.

## Biographie
Giusva Branca étudie au Liceo Scientifico Da Vinci à Messine ainsi qu'à l'université de Messine. Il est finalement diplômé de droit à l'Université Magna Græcia de Catanzaro en 1981. Il commence une carrière d'avocat, avant de se lancer dans le journalisme sportif, sa passion, en 2004.
Le 20 juillet 2006, il se marie avec Giada Katia Helen Romeo, avec qui il a une fille en 2007 prénommée Gaia.
Il préside actuellement le club de basket-ball Viola Reggio de Calabre.

## Œuvres
- Cacciatori di tigri. Il racconto del primo campionato della Reggina in serie A, Iiriti Editore
- Pallone e carri armati. Il calcio ai tempi della rivolta di Reggio Calabria, Ultra
- Reggio Calabria e la sua Reggina. Un intreccio di storia e destini 1964-2002, Laruffa - avec Francesco Scarpino
- Idoli di carta. Quando il pallone si sgonfia comincia la vita: storie, passate e presenti, di undici ex-calciatori della Reggina, Laruffa
- Reggina (1914-2008). La storia, Laruffa
- Che anni quegli anni. La storia della viola basket, l'epopea della squadra che rimise assieme una città, Urba Books
- I giorni del ragno. Anni '70: l'Italia cambia pelle ed una tela mette assieme terrorismo, eversione, mafia e 'ndrangheta, Laruffa
- Collana libri Fare Fortuna, Urba Books - avec Raffaele Mortelliti
- Calabresi Testadura, Urba Books - avec Raffaele Mortelliti
- Calabresi Culturatori diretti, Urba Books - avec Raffaele Mortelliti

## Récompenses et distinctions
- 2014 : Premio nazionale Iustitia - Rosario Livatino section sur l'éducation à la légalité et promotion de la citoyenneté active